# Георги-Дамяново
Георги-Дамяново (болг. Георги Дамяново) — село в Болгарии. Находится в Монтанской области, входит в общину Георги-Дамяново. Население составляет 496 человек. Современное название получило в честь Георгия Дамянова (Белова), в 1950-1958 — председателя Президиума Народного собрания Болгарии.
В селе расположен православный Лопушанский монастырь святого Иоанна Предтечи.